# Felipe Flores (Fußballspieler, 1987)
Felipe Ignacio Flores Chandía (* 9. Januar 1987 in Santiago) ist ein ehemaliger chilenischer Fußballspieler. Der Stürmer bestritt zwei Länderspiele für die chilenische Fußballnationalmannschaft und wurde auf Vereinsebene drei Mal chilenischer Meister.

## Karriere

### Verein
Felipe Flores debütierte beim CSD Colo-Colo in der Clausura 2004 und wurde mit den Albos 2006 sowohl Meister der Apertura als auch der Clausura. Nach einer schweren Verletzung wurde er ab 2007 mehrfach verliehen und wechselte 2009 Ins Ausland zum mexikanischen Verein Petroleros de Salamanca. Anschließend wechselte er zu Ligakonkurrent CF La Piedad, wo er ähnlich wie bei seiner Leihstation Deportes Antofagasta mit Verletzungen zu kämpfen hatte. Von 2010 bis 2011 spielte Flores per Leihe für Dorados de Sinaloa und konnte in 28 Spielen 13 Tore erzielen. Über die Stationen Santiago Morning und Cobreloa kehrte er Mitte 2012 zu Colo-Colo zurück, nachdem er sich nach nur sechs Monaten aus dem Vertrag mit Cobreloa selbst herausgekauft hatte. Mit Colo-Colo gewann er in der Clausura 2013/14 eine weitere Meisterschaft und steuerte acht Tore dazu bei. Zur Saison 2015 kehrte Stürmer Humberto Suazo zurück ins Team von Colo-Colo und Flores fand sich häufig auf der Ersatzbank wieder. Im Mai 2015 gab er seinen Abgang vom chilenischen Rekordmeister bekannt und schloss sich dem mexikanischen Verein Club Tijuana an. Dort wurde er nach einiger Zeit von Trainer Miguel Herrera aussortiert.
Nach acht Monaten ohne Verein unterschrieb Flores bei CD Veracruz, nachdem er sich zwischenzeitlich beim MLS-Klub FC Dallas fitgehalten hatte. Nach Differenzen mit Trainer Carlos Reinoso wurde sein Vertrag im Februar 2017 vorzeitig aufgelöst. Im Januar 2018 kehrte Flores nach zehn Monaten Spielpause zu Deportes Antofagasta zurück und blieb dort bis 2020. Anschließend wechselte er zum AC Barnechea und 2022 zum CD Magallanes, mit dem er 2022 Meister der Primera B und Pokalsieger wurde. Nach dem Abstieg 2023 wechselte er zu Deportes Limache, mit dem er über die Play-offs den Aufstieg in die Primera División schaffte. Zur Saison 2025 gab er seinen Wechsel zu Zweitligist San Luis bekannt, wo er auf seinen früheren Teamkollegen Humberto Suazo trifft.

### Nationalmannschaft
Flores bestritt im März und April 2012 seine beiden einzigen Länderspiele für Chile in den Spielen der Copa del Pacífico gegen Peru, als er jeweils eingewechselt wurde.

## Erfolge
Colo-Colo
- Chilenischer Meister: 2006-A, 2006-C, 2013/14-C

Magallanes
- Chilenischer Zweitligameister: 2022
- Chilenischer Pokalsieger: 2022
- Chilenischer Supercup-Sieger: 2023